# Verrucaria

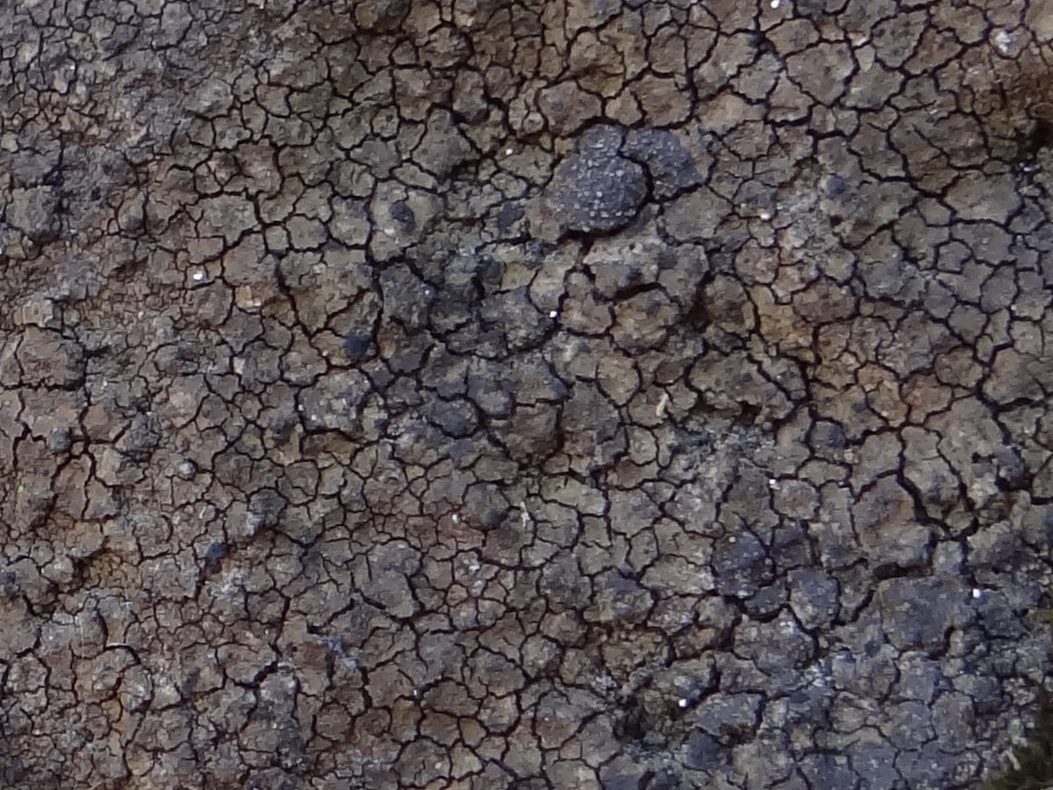
Brodawnica czarniawa (Verrucaria nigrescens)

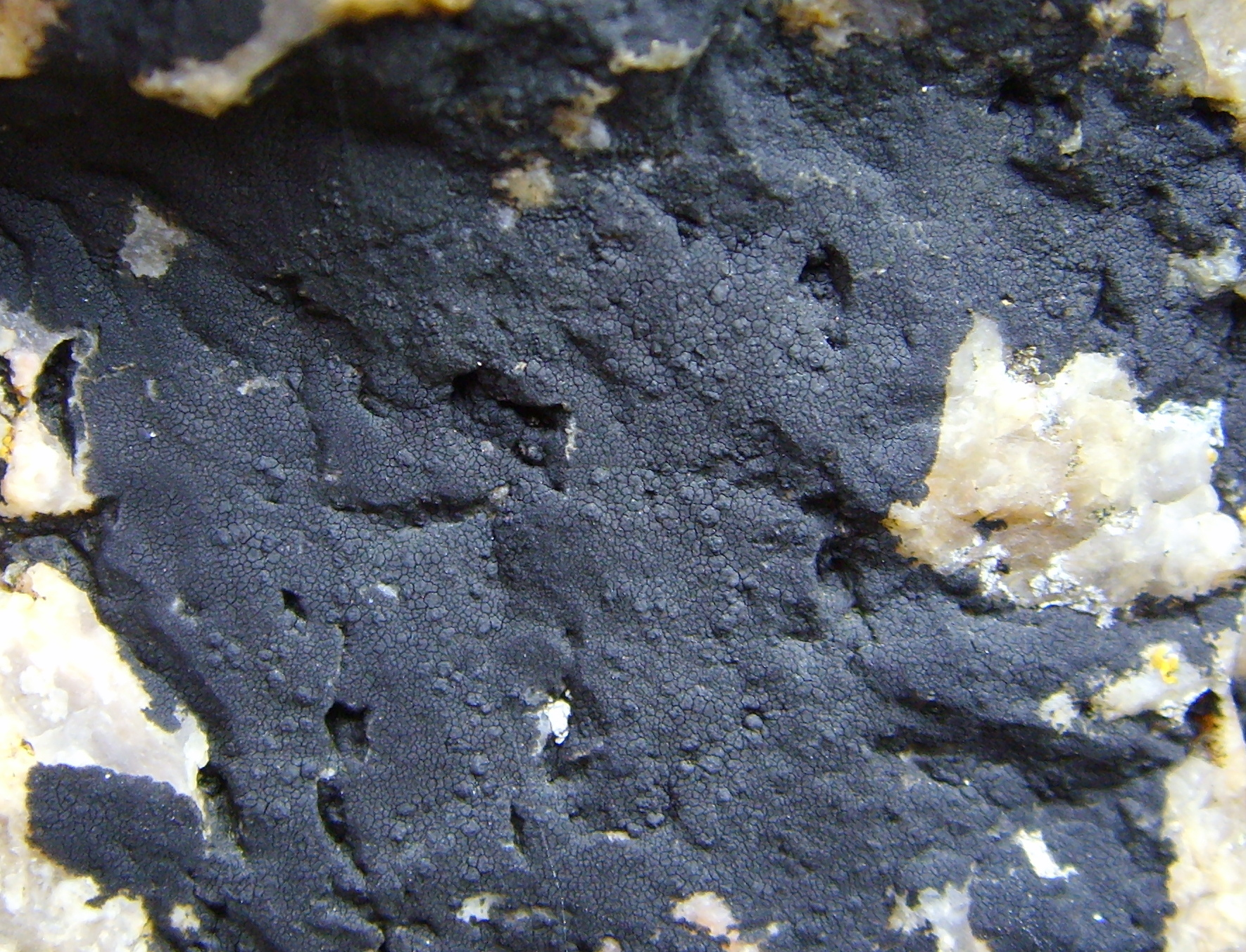
Brodawnica morska (Verrucaria maura)

Verrucaria Schrad. (brodawnica) – rodzaj grzybów z rodziny brodawnicowatych (Verrucariaceae). Ze względu na współżycie z glonami zaliczany jest do grupy porostów.

## Systematyka i nazewnictwo
Pozycja w klasyfikacji według Index Fungorum: Verrucariaceae, Verrucariales, Chaetothyriomycetidae, Eurotiomycetes, Pezizomycotina, Ascomycota, Fungi.
Synonimy nazwy naukowej: Actinothecium Flot., 
Amphoridium A. Massal., 
Bachmannia Zschacke, 
Bagliettoa A. Massal., 
Coniothele Norman, 
Encliopyrenia Trevis., 
Graphidula Norman, 
Lithocia Gray, 
Lithoecis Clem., 
Phyllopyrenia C.W. Dodge, 
Physalospora subgen. Sporophysa Sacc., 
Protobagliettoa Servít, 
Spolverinia A. Massal., 
Sporophysa (Sacc.) Vain., 
Tichothecium Flot., 
Trimmatothele Norman ex Zahlbr., 
Verrucariomyces E.A. Thomas ex Cif. & Tomas., 
Verrucula J. Steiner, Sber. 
Zschackea M. Choisy & Werner.
Nazwa polska według W. Fałtynowicza.

## Gatunki występujące w Polsce
- Verrucaria acrotella Ach. 1803 – brodawnica szczytowa
- Verrucaria aethiobola Wahlenb. 1803 – brodawnica posępna
- Verrucaria aethioboloides Zschacke 1933[4] – brodawnica nikła
- Verrucaria amylacea Hepp 1858 – brodawnica mączysta
- Verrucaria andesiatica Servít 1950 – brodawnica andezytowa
- Verrucaria annulifera Eitner 1910[4] – brodawnica obrączkowana
- Verrucaria apomelaena Hepp 1860[4] – brodawnica sczerniała
- Verrucaria aquatilis Mudd 1861 – brodawnica wodna
- Verrucaria atroviridis Servít ex J. Nowak & Tobol[4] – brodawnica czarnozielona
- Verrucaria baldensis A. Massal. 1852 – tzw. bagliettoa baldeńska, promieńczyk baldeński
- Verrucaria barrandei Servít 1949[4] – brodawnica miałka
- Verrucaria basaltica Servít 1950[4] – brodawnica bazaltowa
- Verrucaria beltraminiana (A. Massal.) Trevis. 1860[4] – brodawnica Beltraminiego
- Verrucaria bryoctona (Th. Fr.) Orange 1991 – brodawnica mchowa, sutkowiec mchowy
- Verrucaria buellioides Servít 1949[4] – brodawnica brunatkowata
- Verrucaria caerulea DC. 1805 – brodawnica ołowiana
- Verrucaria calciseda DC. 1805 – brodawnica szyjkowata, promieńczyk szyjkowaty
- Verrucaria cincta Hepp 1858[4] – brodawnica opasana
- Verrucaria congregata Hepp 1858[4] – brodawnica gęsta
- Verrucaria crassiuscula Servít 1948[4] – brodawnica zgrubiała
- Verrucaria deminuta (Servít) Servít 1949[4] – brodawnica drobniutka, amforek drobny
- Verrucaria denudata Zschacke 1927 – brodawnica obnażona
- Verrucaria detersa (Kremp.) Stizenb. 1891[4] – brodawnica wytarta, amforek wytarty
- Verrucaria dolosa Hepp 1860 – brodawnica zwodnicza
- Verrucaria erichsenii Zschacke 1928 – brodawnica Erichsena
- Verrucaria fatrana Servít 1954[4] – brodawnica fatrzańska
- Verrucaria funckiana Servít 1950[4] – brodawnica Funckiego
- Verrucaria funckii (Spreng.) Zahlbr. 1921 – brodawnica lśniąca
- Verrucaria fuscella (Turner) Winch 1807 – brodawnica brunatniejąca, b. skórzasta
- Verrucaria fuscoatroides Servít 1949[4] – brodawnica brunatnoczarniawa
- Verrucaria fusconigrescens Nyl. 1872 – brodawnica brudnoczarna
- Verrucaria glaucovirens Grummann 1963 – brodawnica zielona, amforek zielony
- Verrucaria guestphalica Servít 1954[4] – brodawnica westwalska
- Verrucaria halizoa Leight. 1871 – brodawnica drobnozarodnikowa
- Verrucaria helveticorum Zehetl. 1978[4] – brodawnica szwajcarska
- Verrucaria hochstetteri Fr. 1831 – brodawnica Hochstettera, b. cielista, amforek cielisty
- Verrucaria hydrela Ach. 1814 – brodawnica mokra
- Verrucaria infidula Zschacke 1933[4] – brodawnica niestała
- Verrucaria infumata Nyl. 1881[4] – brodawnica zadymiona
- Verrucaria ionaspicarpa (J. Nowak) Clauzade & Cl. Roux 1985[4] – brodawnica wyblakła, amforek wyblakły
- Verrucaria latebrosa Körb. 1855 – brodawnica tajemna, b. Anziego
- Verrucaria lecideoides (A. Massal.) Trevis. 1853 – brodawnica krążniczkowata
- Verrucaria longicollis (Eitner) Zahlbr. 1921[4] – brodawnica długoszyjkowa, amforek długoszyjkowy
- Verrucaria maculata Zschacke 1933[4] – brodawnica plamista
- Verrucaria maculiformis Kremp. 1858[4] – brodawnica plamkowata
- Verrucaria margacea (Wahlenb.) Wahlenb. 1812 – brodawnica marglowa
- Verrucaria marmorea (Scop.) Arnold 1885[4] – brodawnica purpurowa, amforek purpurowy
- Verrucaria maura Wahlenb. 1803 – brodawnica morska
- Verrucaria memnonia (Flot.) Arnold 1861[4] – brodawnica Memnona>
- Verrucaria minuta (A. Massal.) Zschacke 1933[4] – brodawnica drobna
- Verrucaria mortarii Lamy 1879[4] – brodawnica Mortariego
- Verrucaria mougeotii (Zschacke) Servít 1954[4] – brodawnica Mougeota
- Verrucaria muralis Ach. 1803 – brodawnica murowa
- Verrucaria murina Leight. 1851 – brodawnica mysia
- Verrucaria murorum (A. Massal.) Lindau 1913[4] – brodawnica murarska
- Verrucaria nigrescens Pers. 1795 – brodawnica czarniawa, b. dachowa
- Verrucaria nigrofusca Servít 1949[4] – brodawnica czarnobrązowa
- Verrucaria nigroumbrina Servít 1950[4] – brodawnica czarnobrunatna
- Verrucaria nuda Zschacke 1933[4] – brodawnica naga
- Verrucaria obfuscans Nyl. 1881[4] – brodawnica beżowa, amforek brunatniejący
- Verrucaria obnigrescens Nyl. 1875[4] – brodawnica oczerniona
- Verrucaria pachyderma Arnold 1880 – brodawnica gruboskóra
- Verrucaria parmigerella Zahlbr. 1919 – tzw. bagliettoa niebieskozielona, promieńczyk niebieskozielony
- Verrucaria pinguicula A. Massal. 1856 – brodawnica zlepiona
- Verrucaria podzimekii Servít 1929[4] – brodawnica zagórska
- Verrucaria polonica J. Nowak 1959[4] – brodawnica polska
- Verrucaria praesudetica Zschacke 1933[4] – brodawnica przedsusdecka
- Verrucaria praetermissa (Trevis.) Anzi 1864 – brodawnica opuszczona
- Verrucaria procopii Servít 1946[4] – brodawnica Procopa, b. prokopska
- Verrucaria protearia Zehetl. 1978 – brodawnica zimna
- Verrucaria pulicaris (Hoffm.) Willd. 1787[4] – brodawnica pchla
- Verrucaria pulvinata Eitner 1911[4] – brodawnica opuchła
- Verrucaria pustulifera Servít 1950[4] – brodawnica pęcherzykowata
- Verrucaria rheitrophila Zschacke 1922 – brodawnica ciemniejsza
- Verrucaria rivalis Zschacke 1927[4] – brodawnica nadbrzeżna
- Verrucaria sagedioides Servít 1950[4] – brodawnica przewiertnicowata
- Verrucaria saprophila (A. Massal.) Trevis. 1860[4] – brodawnica humusowa
- Verrucaria scabra Vězda 1970 – brodawnica szorstka
- Verrucaria sphaerospora Anzi[4] – brodawnica kulistozarodnikowa, skórnica Anziego
- Verrucaria subdolosa Servít 1949[4] – brodawnica złudna
- Verrucaria subfuscella Nyl. 1861[4] – brodawnica ciemna, skórnica ciemna
- Verrucaria subhydrela Servít 1951[4] – brodawnica wilgotna
- Verrucaria sublobulata Eitner ex Servít 1950 – brodawnica nibyłatkowata
- Verrucaria submauroides Zschacke 1933[4] – brodawnica nibymorska
- Verrucaria submersella Servít 1954[4] – brodawnica zatopiona
- Verrucaria subpruinosa Servit[5] – brodawnica oszroniona
- Verrucaria sylvatica (Arnold) Zschacke 1933[4] – brodawnica leśna, amforek leśny
- Verrucaria tapetica Körb. 1855[4] – brodawnica tapetowa
- Verrucaria timkoii Servít 1948[4] – brodawnica Timka
- Verrucaria tristis (A. Massal.) Kremp. 1857[4] – brodawnica żałobna
- Verrucaria umbrinula Nyl. 1870[4] – brodawnica cyculka
- Verrucaria viridicans Servít 1948[4] – brodawnica zieleniejąca, amforek zielonkawy
- Verrucaria viridula (Schrad.) Ach. 1803 – brodawnica zielonawa, b. brodawkowata, b. rdestowata, amforek popękany
- Verrucaria xyloxena Norman 1867 – brodawnica pniakowa

Nazwy naukowe na podstawie Index Fungorum. Nazwy polskie według W. Fałtynowicza.